# Dolichopoda baccettii
Dolichopoda baccettii is een rechtvleugelig insect uit de familie grottensprinkhanen (Rhaphidophoridae). De wetenschappelijke naam van deze soort is voor het eerst geldig gepubliceerd in 1957 door Capra.
1. ↑  (en) Dolichopoda baccettii op de IUCN Red List of Threatened Species.